# Пименов, Юрий Вадимович
Юрий Вадимович Пименов (1930—2006) — советский, российский учёный в области прикладной электродинамики и математической физики, доктор физико-математических наук, профессор.

## Биография
После окончания средней школы в послеблокадном Ленинграде и Ленинградского политехнического института в 1957 году Ю. В. Пименов начал научную работу под руководством чл.-корр. АН СССР Г. А. Гринберга, считавшим его одним из своих лучших учеников. К этому времени относятся его первые научные работы. В 1961 году Ю. В. Пименов поступил в аспирантуру Московского электротехнического института связи, на кафедру технической электродинамики, которой в то время руководил лауреат Государственной и Ленинской премий, профессор Г. З. Айзенберг. Здесь Ю. В. Пименов прошёл путь от аспиранта до заведующего кафедрой.

## Вклад в науку и педагогическая деятельность
Ю. В. Пименов существенно развил предложенный чл.-корр. АН СССР Г. А. Гринбергом метод теневых токов, превратив этот подход в эффективный метод асимптотического решения задач дифракции электромагнитных волн на незамкнутых металлических экранах. Он предложил его обобщение — метод парциальных теневых токов, что позволило решить большое количество практических задач. Им получены фундаментальные результаты по вопросам распространения волн в системах многопроводных линий. Развитая Ю. В. Пименовым совместно с его коллегами (проф. Е. В. Захаров Архивная копия от 27 марта 2019 на Wayback Machine) и учениками (А. Г. Давыдов, А. В. Данилов, М. Ю. Червенко и др.) методика численного решения задач дифракции электромагнитных волн на металлических объектах сложной конфигурации, основанная на использовании интегродифференциальных уравнений, является одной из наиболее эффективных. На её основе разработан программный комплекс «ЭДЭМ», представляющий собой систему автоматизированного расчета характеристик сложных электродинамических структур и позволяющий решать сложнейшие задачи из области проектирования антенн, устройств техники СВЧ, электромагнитной совместимости и других областей. Ю. В. Пименов постоянно участвовал в общественно-научной деятельности сообщества специалистов в области электродинамики, был членом редколлегии журналов «Электродинамика и техника СВЧ, КВЧ и оптических частот» Архивная копия от 1 ноября 2016 на Wayback Machine, «Физика волновых процессов и радиотехнические системы» Архивная копия от 9 июня 2015 на Wayback Machine, членом программного комитета Международной школы-семинара по электродинамике и технике СВЧ и КВЧ Архивная копия от 4 марта 2016 на Wayback Machine. Значительная часть жизни Ю. В. Пименова была посвящена педагогической работе со студентами и аспирантами. Созданный им и его коллегами по МТУСИ Архивная копия от 3 сентября 2015 на Wayback Machine учебник «Техническая электродинамика», выдержавший ряд переизданий [4,11], является базовым учебником по технической электродинамике в ВУЗах России, ведущих подготовку специалистов в области радиотехники и радиосвязи.

## Научные труды
Ю. В. Пименову принадлежит более 150 работ − статей, опубликованных в ведущих научных журналах, и монографий. Некоторые из них:
1. Пименов Ю. В. Устанавливающиеся процессы в плоском диоде с внешним магнитным полем. Журнал технической физики, т.26, в.9, 1956 — ISSN 00444642.
2. Гринберг Г. А., Пименов Ю. В. К вопросу о дифракции электромагнитных волн на идеально проводящей плоскости с круглым отверстием. Журнал технической физики, т.29 , в. 1959 — ISSN 00444642.
3. Пименов Ю. В. Сведение некоторых осесимметричных задач дифракции к плоским задачам. Радиотехника и электроника, т.12, № 12, 1967 — ISSN 00338486.
4. Вольман В. И., Пименов Ю. В. Техническая электродинамика — «Связь», 1971.- 487 с.
5. Пименов Ю. В. О применении метода теневых токов в задачах дифракции на произвольно расположенных плоских поверхностях. Радиотехника, т. 30, № 2, 1975 — ISSN 00338486.
6. Захаров Е. В., Пименов Ю. В. Численный анализ дифракции радиоволн — «Радио и связь», 1982.- 184 с.
7. Пименов Ю. В. Метод асимптотического решения задач дифракции электромагнитных волн на незамкнутых поверхностях. Радиотехника, т.38, № 10, 1983 — ISSN 00338486.
8. Давыдов А. Г., Захаров Е. В., Пименов Ю. В. Метод численного решения задач дифракции электромагнитных волн на незамкнутых поверхностях произвольной формы. Доклады АН СССР, т.276, в.1, 1984 — ISSN 08695652.
9. Пименов Ю. В., Данилов А. В. Метод решения задач дифракции электромагнитных волн на цилиндрической поверхности с бесконечной образующей. Радиотехника, № 10, 1985 — ISSN 00338486.
10. Пименов Ю. В., Червенко М. Ю. Дифракция плоской электромагнитной волны на полубесконечной решетке. Радиотехника и электроника, т.36, № 2, 1991 — ISSN 00338486.
11. Пименов Ю. В., Вольман В. И., Муравцов А. Д. Под редакцией Ю. В. Пименова. Техническая электродинамика — «Радио и связь», 2000. — 535 с.
12. Пименов Ю. В. Линейная макроскопическая электродинамика. Вводный курс для радиофизиков и инженеров — Издательский дом «Интеллект», 2008. — 536 с. ISBN 978-5-91559-010-5.